# Halles-sous-les-Côtes
Halles-sous-les-Côtes är en kommun i departementet Meuse i regionen Grand Est (tidigare regionen Lorraine) i nordöstra Frankrike. Kommunen ligger i kantonen Stenay som tillhör arrondissementet Verdun. År 2022 hade Halles-sous-les-Côtes 138 invånare.

## Befolkningsutveckling
Antalet invånare i kommunen Halles-sous-les-Côtes
| Referens: INSEE |